# Jang Dong-gun
Jang Dong-gun (장동건?, Jang Dong-geonLR; Seul, 7 marzo 1972) è un attore, comico e cantante sudcoreano.

## Biografia
Nel 1999 partecipa al film thriller Nowhere to Hide, mentre nel 2004 prende parte al film bellico Brothers of War - Sotto due bandiere.

## Filmografia

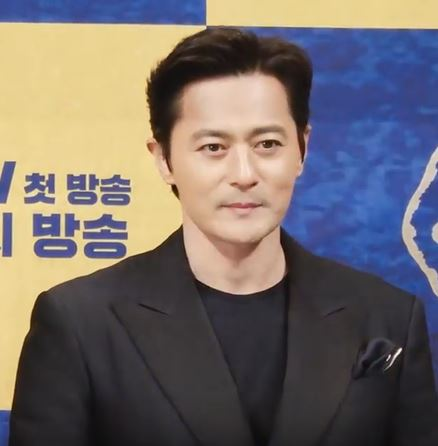
Jang Dong-gun nel 2011

### Cinema
- Yeonpung yeonga (연풍연가?), regia di Park Dae-young (1998)
- Nowhere to Hide, regia di Lee Myeong-se (1999)
- Friend (2001)
- Brothers of War - Sotto due bandiere, regia di Kang Je-gyu (2004)

### Televisione
- Sinsa-ui pumgyeok - serie TV (2011-2012)
- Suits - serie TV, 16 episodi (2018)
- Yo y Tigo - soap opera, 3 episodi (2019-2020)

## Doppiatori italiani
Nelle versioni in italiano nelle opere in cui ha recitato, Jang Dong-gun è stato doppiato da:
- Sandro Acerbo in Brothers of War - Sotto due bandiere

## Discografia
- 너 에게 로 가는 길
Traccia da Our Heaven OST
Pubblicazione: 1º marzo 1993
Etichetta: 킹